# Mai 1790

## Événements

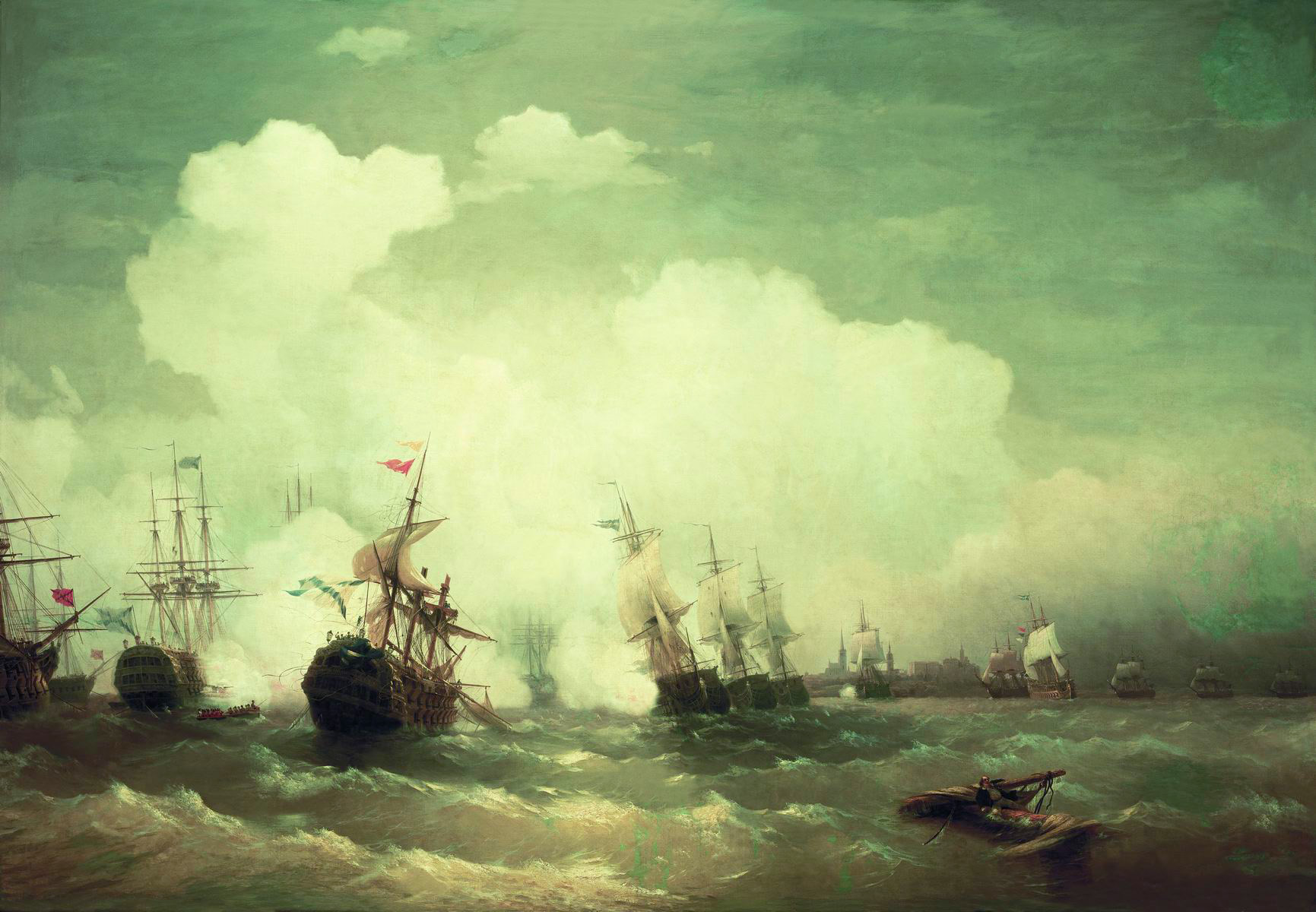
13 mai : Bataille de Reval.

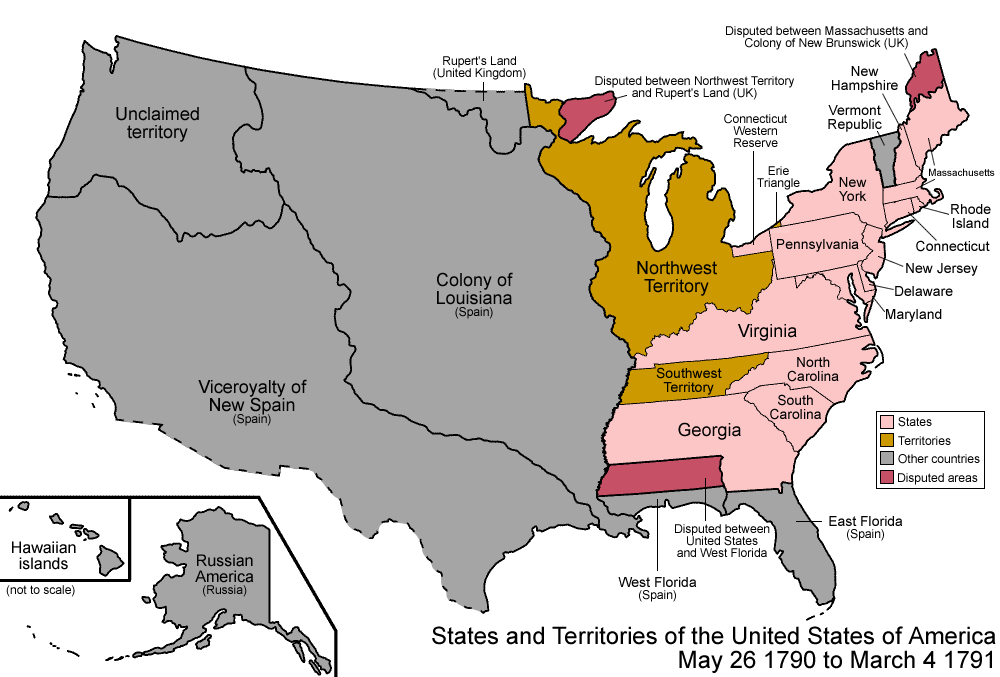
26 mai 1790 - 4 mars 1791

- Printemps, France : institution municipales et garde nationale à Avignon.

- 13 mai : victoire navale russe sur la Suède à la bataille de Reval (aujourd'hui Tallinn)[1].

- 15 mai, France : Claude-Pierre de Delay d'Agier, député de la noblesse de la province du Dauphiné, provoque une discussion à l'Assemblée sur le droit de paix et de guerre.

- 21 mai, France : deuxième commune de Paris : Paris est divisé en 48 sections, remplaçant les 60 anciens districts.

- 22 mai, France : décret de Déclaration de paix au monde[2].

- 26 mai, États-Unis : l'Ordonnance du Sud-Ouest organise le Territoire du Sud-Ouest, qui correspond à l'actuel État du Tennessee[3].

- 29 mai : le Rhode Island ratifie la Constitution des États-Unis et devient le treizième État des États-Unis.

## Naissances
- 23 mai :
  - Jules Dumont d'Urville, navigateur et explorateur français († 1842)
  - James Pradier (Jean-Jacques Pradier), sculpteur suisse.
- 26 mai : Albert Goblet d'Alviella, homme politique et militaire belge († 5 mai 1873).

## Décès
- 6 mai : Johannes Gessner (né en 1709), médecin et naturaliste suisse.
- 21 mai : Thomas Warton, poète anglais. (° 9 janvier 1728).